# Municipio de Piasa
El municipio de Piasa (en inglés: Piasa Township) es un municipio ubicado en el condado de Jersey en el estado estadounidense de Illinois. En el año 2010 tenía una población de 3376 habitantes y una densidad poblacional de 36,11 personas por km².

## Geografía
El municipio de Piasa se encuentra ubicado en las coordenadas 39°2′57″N 90°11′27″O / 39.04917, -90.19083. Según la Oficina del Censo de los Estados Unidos, el municipio tiene una superficie total de 93.49 km², de la cual 93,21 km² corresponden a tierra firme y (0,3 %) 0,28 km² es agua.

## Demografía
Según el censo de 2010, había 3376 personas residiendo en el municipio de Piasa. La densidad de población era de 36,11 hab./km². De los 3376 habitantes, el municipio de Piasa estaba compuesto por el 96,92 % blancos, el 0,83 % eran afroamericanos, el 0,5 % eran amerindios, el 0,24 % eran asiáticos, el 0,33 % eran de otras razas y el 1,18 % eran de una mezcla de razas. Del total de la población el 1,18 % eran hispanos o latinos de cualquier raza.